# Pilocrocis cryptalis
Pilocrocis cryptalis is een vlinder uit de familie van de grasmotten (Crambidae), uit de onderfamilie van de Spilomelinae. De wetenschappelijke naam van deze soort is voor het eerst gepubliceerd in 1895 door Herbert Druce.
De soort komt voor in Honduras, Costa Rica, Panama en Frans-Guyana.